# Communauté de communes du Yeun Elez
La communauté de communes du Yeun Elez est une ancienne communauté de communes française, située dans le département du Finistère, en région Bretagne. Elle faisait partie du Centre Ouest Bretagne (COB). Son siège est Loqueffret.

## Composition
La communauté de communes était composée des 8 communes suivantes :
| Nom                | Code Insee | Gentilé          | Superficie (km2) | Population (dernière pop. légale) | Densité (hab./km2) |
| ------------------ | ---------- | ---------------- | ---------------- | --------------------------------- | ------------------ |
| Loqueffret (siège) | 29141      | Loqueffrétois    | 27,40            | 370 (2014)                        | 14                 |
| Botmeur            | 29013      | Botmeuriens      | 13,62            | 213 (2014)                        | 16                 |
| Brasparts          | 29016      | Braspartiates    | 46,69            | 1 050 (2014)                      | 22                 |
| Brennilis          | 29018      | Brennilisiens    | 18,69            | 460 (2014)                        | 25                 |
| La Feuillée        | 29054      | Feuillantins     | 31,55            | 635 (2014)                        | 20                 |
| Lopérec            | 29139      | Lopérécois       | 39,49            | 842 (2014)                        | 21                 |
| Plouyé             | 29211      | Plouyéziens      | 37,55            | 705 (2014)                        | 19                 |
| Saint-Rivoal       | 29261      | Saint-Rivoaliens | 18,69            | 170 (2014)                        | 9,1                |

En tout, la communauté de communes compte 4470 habitants.

## Historique
- La communauté de communes du Yeun Elez a été créée en 1993 avec six communes. En 1999, la commune de Lopérec l'intègre, suivie de La Feuillée en 2000.
- 1er janvier 2017 : l'intercommunalité fusionne avec la communauté de communes des Monts d'Arrée pour former Monts d'Arrée Communauté[1].

### Président
| Période                                  | Période       | Identité        | Étiquette      | Qualité             |
| ---------------------------------------- | ------------- | --------------- | -------------- | ------------------- |
| 2014                                     | décembre 2016 | Marcel Le Guern | Sans étiquette | Maire de Plouyé     |
| 2001                                     | 2014          | Jean-Yves Crenn | Sans étiquette | Maire de Lopérec    |
| 1994                                     | 2001          | Raymond Rannou  | Sans étiquette | Maire de Loqueffret |
| 1993                                     | 1994          | Olivier Herry   | Sans étiquette | Maire de Brennilis  |
| Les données manquantes sont à compléter. |               |                 |                |                     |

## Compétences
Selon ses statuts la Communauté de Communes du Yeun Elez est compétente en matière de développement économique, aménagement de l'espace communautaire, protection et mise en valeur de l'environnement, politique du logement et du cadre de vie, création ou aménagement et entretien de voirie d'intérêt communautaire, participation à la vie des communes et des habitants. En mars 2013, le Conseil communautaire a décidé de se doter de la compétence "communications électroniques" dans la perspective de l'équipement à venir du territoire en fibre optique.